# Мюнхенски филмов фестивал
Мюнхенският филмов фестивал (на немски: Filmfest München, собствено изписване: FILMFEST MÜNCHEN) е вторият по размерите си филмов фестивал в Германия.
Провежда се ежегодно в края на юни в Мюнхен. Той е най-значимият летен филмов фестивал в Германия. Представя игрални, документални, кратки и телевизионни филми, които биват излъчвани за първи път в международен или европейски мащаб, или в Германия. От 25 юни до 4 юли 2015 г. се провежда 33-тото издание на фестивала. Ръководителка на фестивала от 2012 г. е Диана Илине.
С над 200 филми на 18 киноекрана и около 70 000 посетители филмовият фестивал е най-вече фестивал на публиката. Едновременно с това той служи на журналисти и посетители с интереси в киното като място за среща на филмовия бранш.
Филмовият фестивал трае девет дни. След откриването му в кино Mathäser-Filmpalast фестивалът се провежда на знакови места в цял Мюнхен. Освен във Filmmuseum, кино Sendlinger Tor, кината City, Гастайг, кината Münchner Freiheit и RIO Filmpalast в центъра на Мюнхен, фестивалът се провежда и в ареала на изкуствата край Пинакотеките и в университетския квартал в кината ARRI и киното на Висшето училище за телевизия и филми. Пресцентърът и центърът на гости на филмовия фестивал е културният център Gasteig. Организатор на фестивала е дружеството с ограничена отговорност Internationale Münchner Filmwochen GmbH, което организира и провеждащият се годишно Международен фестивал на филмовите висши училища в Мюнхен (Internationales Festival der Filmhochschulen München). Собственици на капитала на дружеството са провинцията Бавария, градската управа на Мюнхен, Висшата организация на филмовата икономика (Spitzenorganisation der Filmwirtschaft) и Баварското радио.

## История
Мюнхенският филмов фестивал е проведен за първи път през 1983 г. Еберхард Хауф, брат на режисьора Райнхард Хауф, ръководи фестивала до 2003 г. Следва го Андреас Щрьол, а след 29-ото провеждане на фестивала през 2011 г. ръководството е поето от Диана Илине.
През 2014 г. са продадени рекордните 75 000 билета. Ежегодно за Мюнхенския филмов фестивал са акредитирани над 2500 германски и международни професионалисти в областта на медиите от филмовия, телевизионния и видео браншовете, както и 600 журналисти.

## Поредици
Филмовият фестивал предлага открита програма – от големи премиери до безбюджетни ъндърграунд филми, от ангажирани игрални филми до актуални политически документални филми. Особено застъпена е подкрепата на млади таланти от цял свят. Особено внимание Мюнхен отдава на германските създатели на филми. Освен традиционните филмови серии в програмата на фестивала редовно биват поставени нови тематични и регионални акценти. След реструктуриране на филмовите серии през 2012 г. актуалните серии на Мюнхенския филмов фестивал са:

### CineMasters
Състезание ARRI/OSRAM за най-добър международен филм. Редица международни филми стоят в серията CineMasters в състезание за наградата ARRI/OSRAM, която бива връчвана от международно жури.

### CineVision
Състезание за най-добър международен филм, създаден от млади режисьори. Международни таланти се конкурират в серията CineVision с първия или втория си филм за наградата CineVision. Победителят бива избран от тричленно жури.

### Spotlight
В серията Spotlight от 2012 г. биват показвани филми, включващи големи истории, големи чувства, филми с големи имена пред или зад камерата. Някои вестници интерпретират тази серия като манифестация на стремеж към повече гланц.

### International Independents
Чрез серията International Independents фестивалът от 2012 г. представя на публиката си младо, иновативно кино от цял свят. В тази серия излизат американските индипендънти (American Independents), които дълги години предоставят първата международна платформа на американските инди режисьори – сред тях са Стивън Содърбърг (Schizopolis), Джонатан Деми (Stop Making Sense), Братя Коен (Грешна кръв), Алисън Андърс (Гранично радио), Том Дичило (Living in Oblivion) и Ричард Линклейтър (Кръшкач) – и се превръщат в рекламна табела на Мюнхенския филмов фестивал. Целта е да се допринесе за засилващото се глобализиране на филмовия бранш и да се наблюдава стилът на продукцията, а не страната на продукцията.

### Neues Deutsches Kino
В серията „Ново германско кино“ биват показвани единствено филми, за които излъчването е премиера в Германия. Немски режисьори като Зьонке Вортман (Allein unter Frauen), Райнер Кауфман (Stadtgespräch), Оскар Рьолер (Silvester Countdown) и Маркус Х. Розенмюлер (Wer früher stirbt, ist länger tot) показват филмите си в тази серия за първи път. Също така номинираните за Оскар филми Jenseits der Stille на Каролин Линк и Die Geschichte vom weinenden Kamel на Бямбасурен Даваагийн и Луиджи Фалорин правят премиерите си в тази серия. В тази серия бива връчвана Наградата за подкрепа на ново немско кино (Förderpreis Neues Deutsches Kino).

### Neues Deutsches Fernsehen
Премиери на избрани телевизионни филми биват излъчвани в тази серия – „Нова германска телевизия“. Телевизионните филми се състезават за дотираната с 25 000 евро телевизионна награда Bernd-Burgemeister. Серията изхожда през 2000 г. от международната телевизионна серия Top TV. В нея биват показвани филми на Райнер Кауфман (Blaubeerblau, Föhnlage. Ein Alpenkrimi), Тим Трахте (Davon willst du nichts wissen), Михаел Ферхьовен (Let’s Go!) и Доминик Граф (Polizeiruf 110 – Cassandras Warnung).

### Hommage
Серията Hommage обединява всички филми, с които фестивалът отличава труда на отделни артисти. Тук се намират и нови документални филми, които са отдадени на киното и създаващите го. Към серията Hommage принадлежат например: CineMerit, Tribute to … и Stummfilm. Също така серията Retrospektive („Ретроспектива“) от 2012 г. е част на серията Hommage. Към известните режисьори в тази серия принадлежат Серджо Леоне (1986), Им Твон-тхек (1990), Ларс фон Триер (1991), Хал Хартли (1992), Нагиса Ошима (1992), Стенли Донън (1992), Нани Морети (1994), Михаел Ханеке (1994, 2009), Нелсон Перейра дос Сантос (1995), Никълъс Роег (1995), Робърт Уайз (1996), Рон Бейс (1996), Роман Полански (1999), Милош Форман (2000), Аки и Мика Каурисмеки (2004), Алън Паркър (2004), Бари Левинсън (2006), Майк Фигис (2006), Ричард Линклейтър (2007), Вернер Херцог (2007), Херберт Ахтернбуш и Джули Кристи (2008), Стивън Фриърс (2009), Улрих Зайдъл (2010), Рой Андерсън и Джон Малкович (2011), Мелани Грифит (2012), Алехандро Ходоровски (2013), Уолтър Хил, Клаус Лемке, Вили Богнер и Удо Кийр (2014).

### Kinderfilmfest
В серията „Детски филмов фестивал“ биват показвани игрални филми и кратки филми, по възможност и документални филми за деца на над четири годишна възраст. Връчва се награда на публиката за детски филм.

### Open Air
На площада на фестивалния център Gasteig биват показвани безплатно в седем вечери седем филма на променяща се ежегодно тема. Серията „На открито“ през 2011 г., например, е под мотото „Котки“.
Сериите „Международна програма“ (Internationales Programm, с режисьори като Ларс фон Триер, Куентин Тарантино, Стивън Фриърс и Дани Бойл), „Френска нова вълна“ (Nouveau Cinéma Français, с филми от първите режисьори от Френската нова вълна (Жан-Люк Годар, Клод Шаброл, Жак Ривет, Ерик Ромер), както и наследниците им (например Бертран Таверние, Патрис Шеро, Патрис Леконт, Арно Десплешин); авторски филми на млади, все още неизвестни режисьор; но и примери на Polar, френските полицейски и гангстерски филми, Visiones Latinas (с режисьори като Пабло Траперо, Лукресия Мартел и Карлос Рейгадас) и „Фокус Далечен изток“ (Fokus Fernost, с филми на Апитчатпон Вирасетакун, Бриланте Мендоса, Под Джунхо) влизат в гореописаните новосъздадени серии.

## Мероприятия

### Среща „Филмов фестивал“
През 2009 г., в съвместна работа с Мюнхенското народно висше училище е въведена серия за филмово образование: Begegnung Filmfest (Среща „Филмов фестивал“), при която публиката получава поглед зад кулисите. В пет сутрини от фестивалната седмица биват представяни отлични германски филми и създателите им. За фенове на филмите това е възможност да изживеят най-важните моменти от фестивала евтино и в отпусната атмосфера. Тук посетителите могат да попитат създателите на филмите това, което винаги са искали да попитат.

### Animation Meeting
MedienCampus Бавария организира ежегодно дискусия с подиум и в кооперация с filmtoolsConsult срещата на анимационния бранш на Мюнхенския кинофестивал, на която биват представяни най-новите развития в него.

### Filmmakers Live
Актьор и режисьори дискутират с фенове след представянията на филми в ежедневната серия мероприятия Filmmakers Live („Създатели на филми на живо“) в Gasteig.

## Награди и отличия
На Мюнхенския филмов фестивал биват връчвани следните награди:
- С наградата CineMerit Award от 1997 г. биват награждавани отлични личности сред международните създатели на филми за заслугите им за филмовото изкуство.
- Наградата ARRI/OSRAM (до 2010 г. награда ARRI-ZEISS, до 2012 г. – награда ARRI) на стойност 50 000 евро бива връчвана на най-добрия чуждестранен филм. Решението се взима от тричленно независимо жури. Наградата бива дарена от ARRI, от 2013 г. заедно с OSRAM Licht AG.
- Наградата CineVision Award, която бива дарявана от 2012 г. от Senator Entertainment AG (преди това DZ Bank), цели подкрепата на млади чуждестранни режисьори. Дотираната с 12 000 евро награда бива връчвана на Мюнхенския филмов фестивал от 2007 г. Независимо жури награждава чуждестранен филм, който се отличава с иновативния си характер и върви по нови естетични пътища. За предпочитане филмът е първият или вторият на режисьора.
- Наградата Förderpreis Neues Deutsches Kino, дарявана от DZ Bank, Bavaria Film и Баварското радио бива дотирана със 70 000 евро и връчвана в категориите режисура, сценарии и актьорско майсторство (актриса и актьор).
- Телевизионната награда Bernd Burgemeister (по-рано – VFF TV Movie Award), дарявана от VFF Verwertungsgesellschaft der Film- und Fernsehproduzenten е на стойност 25 000 евро. С нея биват отличавани отлични германски телевизионни филми и продуцентите им.
- При наградата на публиката на радио Bayern 3, презентирана от Зюддойче цайтунг, посетителите на Мюнхенския филмов фестивал избират фаворитите си от прогрмата на филмовия фестивал. Наградата на публиката бива връчвана от 2004 г.
- При наградата на публиката на детския филмов фестивал младите посетители на Мюнхенския филмов фестивал оценяват филмите от детския филмов фестивал и избират най-предпочитаните за собствена награда на публиката.
- Наградата One Future на академията Interfilm Мюнхен оценява филми, които тематизират етично и естетично неделимо бъдеще за света. Наградата бива връчвана от 1986 г. ежегодно на един филм от програмата на фестивала.